# 金華縣
金華縣是現浙江省金華市境內曾經存在的一個縣。

## 历史沿革
縣制始於东汉。汉献帝初平三年（192年），分乌伤县南乡地（实为西南乡地）置长山县，因县东北长山（即金华山）而名。三国吴宝鼎元年（266年），分会稽郡置东阳郡，郡治在长山县。
隋朝开皇九年（589年）废郡置婺州，长山县改名吴宁县，开皇十二年又改名为东阳县，至十八年（598年）更名为金华县；唐朝垂拱四年（688年），改称金山县，神龙元年（705年）复名金华县。
北宋淳化元年（990年）为婺州保宁军。元朝至元十三年（1276年），金华县为婺州路治。元末戊戌年（1358年），朱元璋设宁越府，金华县为府治，庚子年（1360年）改宁越府为金华府，仍为府治。明朝、清朝的五百五十年间，均为金华府治所在地。
1911年辛亥浙江起義，废府，金华县直属浙江省，民国三年（1914年）设金华道，辖原金华府、衢州府地，道府治在金华县，民国十六年（1926年）道废，金华县又属浙江省，民国二十一年（1932年）设浙江省第四行政督察专员公署于金华，民国三十六年（1947年）改浙江省第八行政督察专员公署于义乌，金华县属之。
1949年4月下旬渡江战役开始。5月7日凌晨，中国人民解放军第十二军三十五师一〇四团从建德县进军金华县，其部占领金华火车站。国军驻军弃城逃窜。同日上午，第十一军三十三师自安徽屯溪直插金华县，途经淳安、遂安、衢县上方和汤溪古方进驻金华县。10月析金华县城区设金华市，1950年撤金华市并入金华县，1951年仍分设金华县、金华市，1958年撤汤溪县，除两个乡并入兰溪外，余均并入金华县；1959年撤销龙游县，其中湖镇区并入金华县。其后金华县城区曾两度设县级市，1981年金华县称金华市，1983年恢复龙游县其湖镇区仍划归龙游县。1985年撤地建市，原金华市分设婺城区、金华县；2000年撤销金华县，扩大婺城区，设立金东区。